# Xya apicicornis
Xya apicicornis är en insektsart som först beskrevs av Lucien Chopard 1928.  Xya apicicornis ingår i släktet Xya och familjen Tridactylidae. Inga underarter finns listade i Catalogue of Life.